# Ogunlade Davidson
Ogunlade R. Davidson (* 26. Mai 1949; † 8. Oktober 2022) war ein Klimatologe und Politiker aus Sierra Leone.

## Leben
Davidson studierte zunächst bis zum Bachelorabschluss im Bereich Engineering an der Universität Sierra Leone (USL), erwarb dann den Master of Science an der Universität in Manchester und promovierte an der Universität im benachbarten Salford.
In den Jahren 1985 bis 1992 war er als Forschungsdirektor an der Fakultät für Maschinenbau des Fourah Bay College der Universität von Sierra Leone tätig, 1992 bis 2000 arbeitete er an dieser Einrichtung zunächst als Leiter der Abteilung für Mechanical Engineering, seit 1996 als Dekan der Fakultät. Im Jahr 2000 wurde er Direktor des Forschungszentrums für Energie und Entwicklung an der Universität Kapstadt, dort blieb er bis Ende 2003. Seit 2004 ist er erneut am Fourah Bay College als Dekan der Fakultät für Maschinenbau beschäftigt, zudem lehrt er als Visiting Professor am UNEP Collaborating Centre on Energy and Environment in Dänemark.
Bereits 1997 wurde er zur Arbeit am Dritten Sachstandsbericht in das Intergovernmental Panel on Climate Change (IPCC) berufen. Er war einer der Herausgeber des IPCC-Sonderberichts zur Abscheidung und Speicherung von CO2 (2005). Im Jahr 2007 war er als Vizevorsitzender der Arbeitsgruppe III „Mitigation of Climate Change“ erneut in verantwortlicher Position an der Erstellung des Vierten Sachstandsberichts beteiligt.
Davidson war von 2007 bis 2012 Minister für Energie und Wasser im Kabinett Koroma I, ehe er wegen Untätigkeit entlassen wurde.